# Интегральная теорема Коши
Интегральная теорема Коши — утверждение из теории функций комплексной переменной.

## Теорема
Пусть {\displaystyle D\subset \mathbb {C} } — область, а функция {\displaystyle f(z)} голоморфна в {\displaystyle D} и непрерывна в замыкании {\displaystyle {\overline {D}}}. Тогда для некоторой односвязной области {\displaystyle A\subset \mathbb {C} ,} и для любой замкнутой жордановой кривой {\displaystyle \Gamma \subset A} справедливо соотношение {\displaystyle \oint \limits _{\Gamma }\,f(z)\,dz=0}

### Доказательство
Приведем доказательство, когда область {\displaystyle D} односвязна, а производная {\displaystyle f} непрерывна.
Из уравнений Коши — Римана следует, что дифференциальная форма {\displaystyle f(z)\,dz} замкнута.
Пусть теперь {\displaystyle \Gamma } — замкнутый самонепересекающийся кусочно-гладкий контур внутри области определения функции {\displaystyle f(z)}, ограничивающий область {\displaystyle D}.
Тогда по теореме Стокса имеем:
{\displaystyle \int \limits _{\Gamma }f(z)\,dz=\int \limits _{\partial D}f(z)\,dz=\int \limits _{D}d[f(z)\,dz]=0}

### Обобщение
Можно доказать и без дополнительных предположений о непрерывности производной. Идея доказательства в том, что достаточно установить существование первообразной у дифференциальной формы {\displaystyle f(z)dz}. Для этого достаточно доказать, что интеграл по любому прямоугольнику с параллельными координатным осям сторонами равен нулю.
Если этот интеграл отличен от нуля и равен числу {\displaystyle a}, то при разрезании прямоугольника на 4 равных прямоугольника (снова с параллельными координатным осям сторонами) модуль интеграла по одному из прямоугольников уменьшится максимум вчетверо. Разрежем и его и будем продолжать этот процесс. Но у вложенной последовательности прямоугольников должна быть общая точка {\displaystyle p}, в достаточно малой окрестности которой {\displaystyle f(z)=f(p)+f'(p)(z-p)+o(z-p)}.
Но интеграл по очень близкому прямоугольнику первых двух слагаемых равен нулю, а интеграл последнего слишком мал. Противоречие доказывает теорему.

## Прочее
Ограниченным обращением теоремы Коши является теорема Мореры. Обобщением теоремы Коши на случай многомерного комплексного пространства является теорема Коши — Пуанкаре.